# Beno Kakolanya
Beno David Kakolanya (ur. 27 czerwca 1994 w Mbeya) – tanzański piłkarz grający na pozycji bramkarza. Od 2019 jest zawodnikiem klubu Simba SC.

## Kariera klubowa
Swoją karierę piłkarską Kakolanya rozpoczął w klubie Prisons FC. W sezonie 2013/2014 zadebiutował w nim w tanzańskiej pierwszej lidze. W 2016 odszedł do Young Africans SC. W sezonie 2016/2017 wywalczył z nim mistrzostwo, a w sezonie 2018/2019 wicemistrzostwo Tanzanii. W 2019 został zawodnikiem Simba SC. W sezonach 2019/2020 i 2020/2021 sięgnął z nim po dwa dublety - mistrzostwo i Puchar Tanzanii. W sezonach 2021/2022 i 2022/2023 został wicemistrzem Tanzanii.

## Kariera reprezentacyjna
W reprezentacji Tanzanii Kakolanya zadebiutował 24 września 2022 roku w wygranym 1:0 towarzyskim meczu z Ugandą, rozegranym w Bengazi. W 2024 roku powołano go do kadry na Puchar Narodów Afryki 2023. Nie rozegrał w nim żadnego meczu.